# ملا ولی ودادی
ملا ولی ودادی (به ترکی آذربایجانی: Molla Vəli Vidadi) (زاده ۱۷۰۸ در شمکیر – ۱۸۰۹ در قازاخ) شاعر آذربایجانی قرن هجدهم به شمار می‌رود. 
ملا ولی ودادی از شاعران و آموزگاران آذربایجانی محسوب می‌شود که بیشتر عمر خود را در زادگاهش شمکیر گذرانده‌است، علاوه بر ادبیات، اداره یک مدرسه دینی را نیز برعهده داشته‌است. ملا ولی ودادی به دلیل گفتگوی شاعرانه با ملا پناه واقف نیز شناخته شده می‌باشد. زمینه فعالیت سبک ادبی وی در عرفان، عاشیق و هنر واقع‌گرایی می‌باشد.